# ジェイソン・ベバリン
ジェイソン・ロバート・ベバリン（Jason Robert Beverlin, 1973年11月27日 - ）は、アメリカ合衆国オハイオ州出身の元プロ野球選手（投手）。現在は、ベスーン・クックマン大学で投手コーチを務めている。

## 経歴
1994年、MLBドラフト4巡目でオークランド・アスレチックスから指名を受け契約。
2002年にクリーブランド・インディアンスでメジャーデビュー。同年シーズン途中にデトロイト・タイガースに移籍。メジャー通算7試合登板、0勝3敗、防御率8.69。
2003年、ヤクルトスワローズに入団。196cmの長身から放たれる角度のある直球と縦に割れるカーブを軸にした投球で7月には8勝目をあげた。8月上旬に右ひじを故障し離脱し、そのままシーズンを終えてしまうが、球団の評価は高く残留を果たす。
2004年は開幕投手を務め、チーム第1号となる本塁打を横浜ベイスターズの開幕投手だった三浦大輔から放ち、本業のピッチングでも8回1失点の好投を見せ、投打に渡る活躍で勝利に貢献した。このホームランは、打席に入る前に「カーブを狙ってくる」とチームメイトに話しており、予告ホームランであった。6月には5勝0敗という成績で月間MVPを獲得、オールスターにも選出された。この年は7月中には9勝目をあげるものの、8月下旬に2年連続で右ひじを故障し戦線離脱。検査の結果、靭帯損傷と診断され手術を受けるが、リハビリに1年かかるということもあり自由契約となった。なお、このシーズンは清原和博が2000本安打を打った年でもあったがそのときの投手がジェイソンであった。
1年のブランクをおいて2005年11月に、自身が得意にしてきた横浜ベイスターズの秋季キャンプにテスト生として参加。右ひじの状態に問題なしとされ、年明けに横浜に正式に入団。
2006年は、開幕ローテーションに入ったものの、8試合で0勝4敗と全く結果を残せず、9月28日付で自由契約となった。

## 詳細情報

### 年度別投手成績
| 年 度    | 球 団    | 登 板 | 先 発 | 完 投 | 完 封 | 無 四 球 | 勝 利 | 敗 戦 | セ 丨 ブ | ホ 丨 ル ド | 勝 率 | 打 者 | 投 球 回 | 被 安 打 | 被 本 塁 打 | 与 四 球 | 敬 遠 | 与 死 球 | 奪 三 振 | 暴 投 | ボ 丨 ク | 失 点 | 自 責 点 | 防 御 率 | W H I P |
| -------- | -------- | ----- | ----- | ----- | ----- | -------- | ----- | ----- | -------- | ----------- | ----- | ----- | -------- | -------- | ----------- | -------- | ----- | -------- | -------- | ----- | -------- | ----- | -------- | -------- | ------- |
| 2002     | CLE      | 4     | 0     | 0     | 0     | 0        | 0     | 0     | 0        | 0           | ----  | 35    | 7.1      | 9        | 1           | 4        | 0     | 0        | 9        | 1     | 0        | 7     | 6        | 7.36     | 1.77    |
| 2002     | DET      | 3     | 3     | 0     | 0     | 0        | 0     | 3     | 0        | 0           | .000  | 60    | 12.1     | 18       | 2           | 5        | 0     | 0        | 7        | 1     | 0        | 15    | 13       | 9.49     | 1.86    |
| '02計    | DET      | 7     | 3     | 0     | 0     | 0        | 0     | 3     | 0        | 0           | .000  | 95    | 19.2     | 27       | 3           | 9        | 0     | 0        | 16       | 2     | 0        | 22    | 19       | 8.69     | 1.83    |
| 2003     | ヤクルト | 19    | 19    | 0     | 0     | 0        | 8     | 4     | 0        | --          | .667  | 460   | 106.0    | 114      | 16          | 36       | 0     | 5        | 94       | 3     | 2        | 51    | 48       | 4.08     | 1.42    |
| 2004     | ヤクルト | 22    | 22    | 0     | 0     | 0        | 9     | 11    | 0        | --          | .450  | 597   | 136.1    | 141      | 16          | 65       | 1     | 6        | 81       | 5     | 1        | 70    | 67       | 4.42     | 1.51    |
| 2006     | 横浜     | 8     | 8     | 0     | 0     | 0        | 0     | 4     | 0        | 0           | .000  | 169   | 32.1     | 58       | 6           | 15       | 0     | 1        | 29       | 0     | 2        | 41    | 40       | 11.13    | 2.26    |
| MLB：1年 | MLB：1年 | 7     | 3     | 0     | 0     | 0        | 0     | 3     | 0        | 0           | .000  | 95    | 19.2     | 27       | 3           | 9        | 0     | 0        | 16       | 2     | 0        | 22    | 19       | 8.69     | 1.83    |
| NPB：3年 | NPB：3年 | 49    | 49    | 0     | 0     | 0        | 17    | 19    | 0        | 0           | .472  | 1226  | 274.2    | 313      | 38          | 116      | 1     | 12       | 204      | 8     | 5        | 162   | 155      | 5.08     | 1.56    |

### 表彰
NPB
- 月間MVP：1回（2004年6月）

### 記録
NPB投手記録
- 初登板・初先発・初勝利：2003年4月13日、対横浜ベイスターズ3回戦（横浜スタジアム）、5回無失点
- 初奪三振：同上、1回裏に石井琢朗から空振り三振

NPB打撃記録
- 初打席・初安打：2003年4月13日、対横浜ベイスターズ3回戦（横浜スタジアム）、2回表に吉見祐治から右前安打
- 初打点：2003年6月3日、対横浜ベイスターズ10回戦（横浜スタジアム）、3回表にクリス・ホルトから三塁ゴロの間に記録
- 初本塁打：2004年4月2日、対横浜ベイスターズ1回戦（明治神宮野球場）、3回裏に三浦大輔から右越先制ソロ

NPBその他の記録
- オールスターゲーム出場：1回（2004年）

### 背番号
- 31 （2002年）
- 49 （2002年）
- 34 （2003年 - 2004年）
- 43 （2006年）